# Ballinamallard United
Der Ballinamallard United F.C. ist ein Fußballklub aus dem nordirischen Dorf Ballinamallard (nahe Enniskillen). Der Verein spielte bis zu seinem Abstieg 2018 mehrere Jahre in der höchsten nordirischen Fußballliga.

## Geschichte
Ballinamallard United wurde in seiner heutigen Form im Jahr 1975 gegründet. Zunächst spielte der Verein in den Amateurligen des regionalen Fußballverbandes Fermanagh & Western FA und stieg dort bis 1982 von der vierten in die höchste Spielklasse auf. Zur Saison 1990/91 wechselte der Verein in das Ligasystem des nordirischen Fußballverbandes, wo er zunächst in der drittklassigen Division B antrat. 2003 gelang erstmals der Aufstieg in die zweithöchste Liga, wo man sich bis 2005 halten konnte. Ab 2009 spielte Ballinamallard United durch eine Umstrukturierung des Ligasystems erneut zweitklassig.
2012 stieg der Verein als Erstplatzierter erstmals in die höchste nordirische Spielklasse auf. Kein anderer Verein aus dem bevölkerungsärmsten nordirischen County Fermanagh hatte zuvor erstklassig gespielt. In der Premierensaison 2012/13 scheiterte man mit einem fünften Platz nur knapp an der Qualifikation für den europäischen Wettbewerb. In den folgenden Jahren nahm der Verein jeweils an den Abstiegsplayoffs teil, bei dem die sechs schlechtplatzierteren der zwölf Teams gegeneinander antreten. 2016 musste Ballinamallard United als zweitschlechteste Mannschaft der Playoffs in der Relegation gegen den Zweitligisten Institute FC antreten, konnte den Abstieg jedoch noch abwenden. 2018 stieg man als Letzter der Playoffs hinter dem punktgleichen Carrick Rangers FC direkt ab. Nach sechs Jahren Erstligazugehörigkeit erfolgte somit erstmals der Abstieg in die zweite Spielklasse.
Im Jahr 2019 erreichte Ballinamallard United erstmals das Endspiel des nordirischen Fußballpokals. Mit den Dungannon Swifts und dem Warrenpoint Town FC hatte der Verein als Zweitligist im Laufe des Wettbewerbs zwei Mannschaften aus der höchsten Spielklasse im Elfmeterschießen besiegt. Das Finale im Nationalstadion Windsor Park ging 0:3 gegen den Erstligisten Crusaders FC verloren.

### Platzierungen
Platzierungen seit dem Aufstieg in die erste Liga 2012 (jeweils nach den Playoffs):
| Saison  | Liga              | Hierarchie | Platzierung | Einzelnachweis |
| ------- | ----------------- | ---------- | ----------- | -------------- |
| 2012/13 | IFA Premiership   | I          | 5           | [ 6 ]          |
| 2013/14 | NIFL Premiership  | I          | 10          | [ 7 ]          |
| 2014/15 | NIFL Premiership  | I          | 9           | [ 8 ]          |
| 2015/16 | NIFL Premiership  | I          | 11          | [ 9 ]          |
| 2016/17 | NIFL Premiership  | I          | 10          | [ 10 ]         |
| 2017/18 | NIFL Premiership  | I          | 12          | [ 3 ]          |
| 2018/19 | NIFL Championship | II         | 5           | [ 11 ]         |

## Bekannte Spieler
- Ivan Sproule (* 1981), elf Länderspiele für Nordirland
- Alvin Rouse (* 1982), 21 Länderspiele für Barbados[12]